# سيدني غروس
سيدني غروس (بالإنجليزية: Sidney Gross)‏ هو رسام أمريكي، ولد في 9 فبراير 1921 في نيويورك في الولايات المتحدة، وتوفي بنفس المكان في 17 نوفمبر 1969.